# Paul Walker
Pour les articles homonymes, voir Paul Walker (psychologue) et Walker.
Paul Walker, né le 12 septembre 1973 à Glendale en Californie et mort le 30 novembre 2013 à Valencia dans le même État, est un acteur, scénariste et producteur de cinéma américain. Il est principalement connu pour avoir incarné Brian O'Conner dans la saga Fast and Furious.

## Biographie

### Jeunesse
Paul William Walker IV naît le 12 septembre 1973 à Glendale, en Californie. Sa mère, Cheryl (née Crabtree), est mannequin et son père, Paul William Walker III, est entrepreneur dans le domaine des égouts ainsi que boxeur amateur. Il remporte d'ailleurs les Golden Gloves à deux reprises,,. Le grand-père paternel de Paul Walker, William, connu sous le nom d’« Irish » Billy Walker, a eu une carrière de boxe de courte durée. Sa famille suit les préceptes du mormonisme. Il a deux frères et deux sœurs tous plus jeunes que lui : Aimee, Ashlie, Caleb et Cody. Enfant, il joue dans des publicités, fait du mannequinat et apparaît dans des séries télévisées comme Les Routes du paradis (Highway to Heaven), et Les Feux de l'amour (The Young and the Restless). Paul Walker est scolarisé dans un collège communautaire (community college) et choisit la biologie marine comme matière principale.

### Carrière cinématographique
Paul Walker décroche son premier rôle en 1986 dans la comédie Monster in the Closet. En 1998, il se fait remarquer en interprétant Skip Martin dans Pleasantville de Gary Ross et, en 1999, il joue dans Elle est trop bien (She's All That) avec Freddie Prinze Jr. et Matthew Lillard. Rob Cohen lui donne un des premiers rôles dans son film The Skulls : Société secrète, mais, en 2001, il devient célèbre grâce à Fast and Furious du même réalisateur. Il est pressenti, en 2004, pour le rôle de la Torche Humaine des Quatre Fantastiques, adaptation du célèbre comic-book Marvel, mais c'est Chris Evans qui est finalement choisi. En 2010, il incarne John Rahway dans Takers, film décrit comme étant le juste milieu entre Ocean's Eleven et Fast and Furious ainsi que Vehicle 19 en 2013. Il a aussi joué dans le film Antartica.
L'acteur meurt accidentellement le 30 novembre 2013, après avoir tourné dans plusieurs films dont la sortie était prévue pour 2013. Les tournages de Hours d'Eric Heisserer et de Brick Mansions, un remake du film français Banlieue 13, étaient terminés. En revanche, celui de Fast and Furious 7, septième film de la série Fast and Furious était en cours, ce qui n'empêche pas sa sortie à la suite d'adaptations du scénario,,,. C'est son petit frère, Cody, qui le remplace à l'écran en jouant plusieurs scènes.

### Autres activités

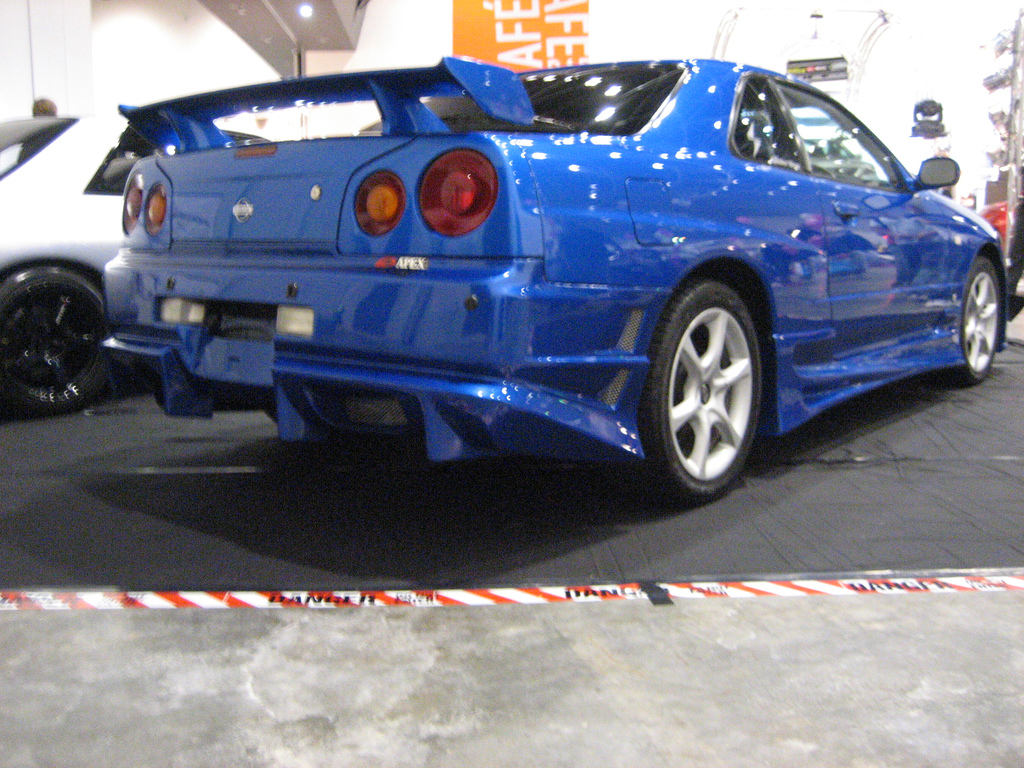
Paul Walker a conduit une Nissan GTR Skyline R34 bleue dans la saga Fast and Furious.

Paul Walker, qui cite Jacques-Yves Cousteau parmi ses « idoles », est passionné par la biologie marine. Il rejoint le conseil d'administration de la Billfish Foundation en 2006. En 2010, l'acteur participe au tournage d'une émission de la série Expedition Great White diffusée par la chaîne de télévision National Geographic. Il passe onze jours avec l'équipage dans le cadre de la capture et le marquage de sept grands requins blancs au large des côtes du Mexique. L'expédition, dirigée par Chris Fischer, fondateur et directeur général de Fischer Productions, avec le capitaine Brett McBride et le Dr Michael Domeier du Marine Conservation Science Institute, a pour objectif de prendre des mesures, recueillir des échantillons d'ADN, et fixer des balises satellitaires en temps réel sur les grands requins blancs[réf. souhaitée].
Paul Walker fonde Reach Out Worldwide, une organisation dont le but est d'apporter de l'aide humanitaire aux victimes de catastrophes. Après le séisme survenu en janvier 2010, l'acteur se rend en Haïti pour contribuer aux opérations de secours.
Passionné de course automobile, il est copropriétaire avec Roger Rodas de Always Evolving. Il pilotait une BMW M3 E92 pour l'équipe AE Performance (Always Evolving Team) dans le championnat Redline Time Attack (en). Il pratiquait également le surf et le jiu-jitsu brésilien.

### Vie privée et activités de bienfaisance
Cette section ne s'appuie pas, ou pas assez, sur des sources secondaires ou tertiaires indépendantes du sujet. Le texte peut contenir des analyses inexactes ou inédites de sources primaires.
Pour l'améliorer, ajoutez-en, ou placez des modèles {{Source secondaire souhaitée}} ou {{Source secondaire nécessaire}} sur les passages mal sourcés. (juin 2024)
Paul Walker résidait à Santa Barbara, en Californie. De 2006 à sa mort, il a pour compagne Jasmine Pilchard-Gosnell, de 17 ans sa cadette. Sa fille Meadow, née le 4 novembre 1998, le rejoint en 2011, après avoir passé son enfance à Hawaii avec sa mère, Rebecca Soteros.
En mars 2010, Paul Walker et Reach Out Worldwide vont au Chili, en particulier à Constitución, pour offrir leur aide et leur soutien aux personnes blessées dans le séisme de magnitude 8,8 qui a frappé le 27 février. Il a également prêté main-forte aux victimes du tremblement de terre de 2010.
Après sa mort en novembre 2013, son ancien assistant social et ami, Ken Williams, révèle que Paul Walker fut sans-abri pendant ses études à l'Université de Californie à Santa Barbara. Il annonce par la même occasion qu'il a réalisé un documentaire en 2009 au sujet de cette période difficile. Le film intitulé Shelter (« abri » en français) suit le parcours de personnes sans-abri à Santa Barbara.

### Mort accidentelle

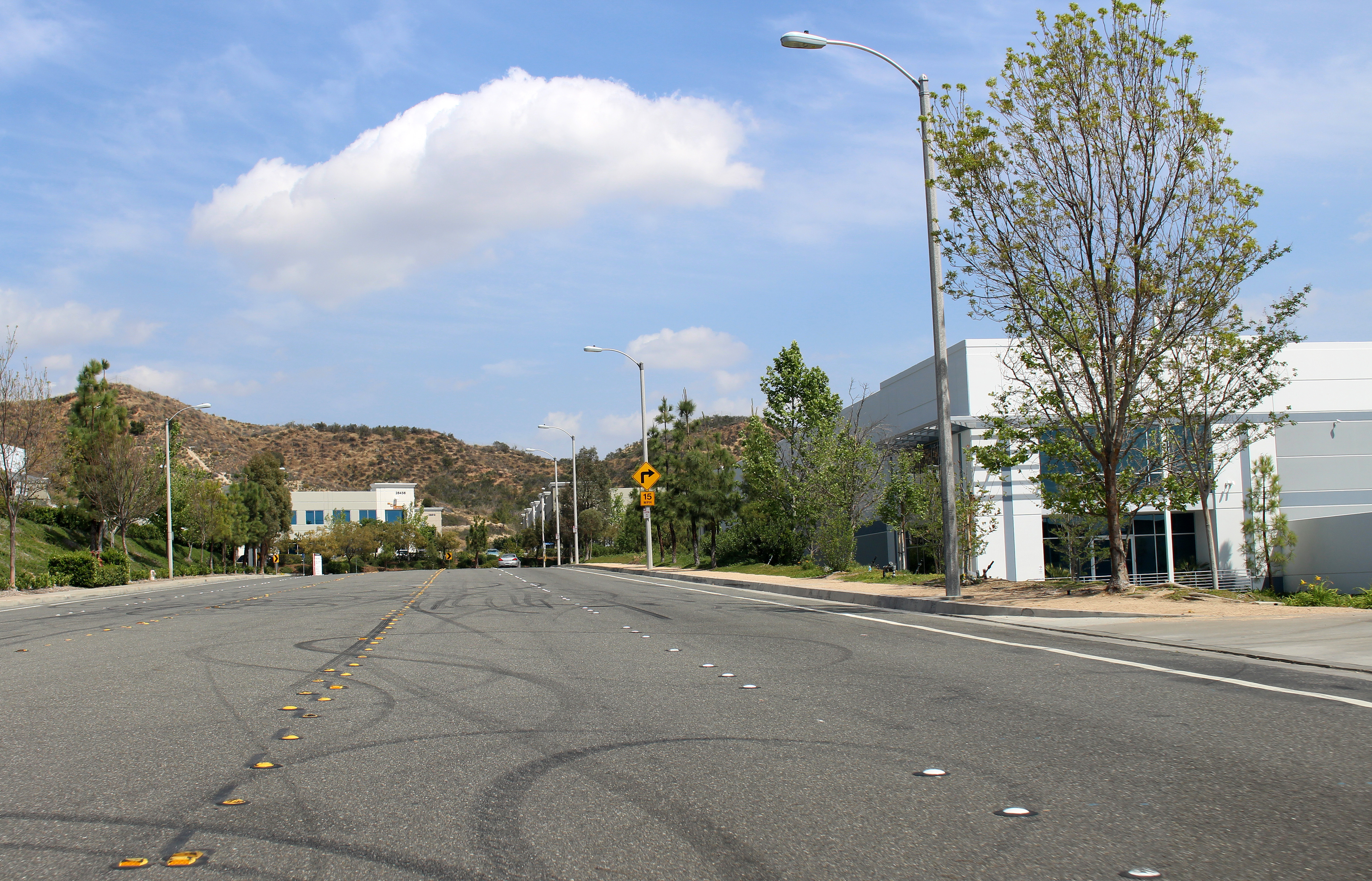
Lieu où Paul Walker est mort par la collision et l'embrasement d'un véhicule contre un arbre dans la rue Hercules de la commune de Santa Clarita, en Californie.

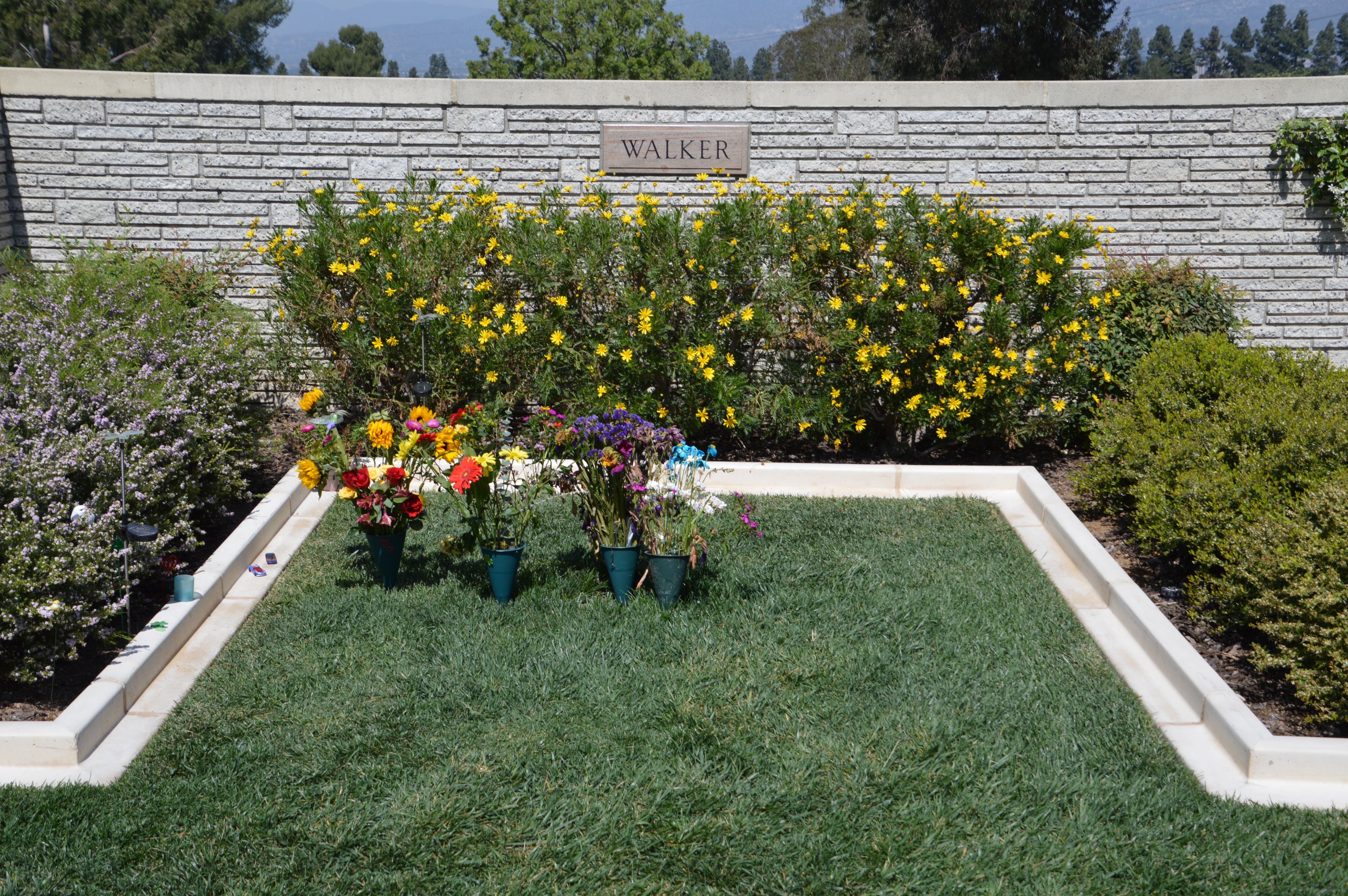
Tombe de Paul Walker au Forest Lawn Memorial Park du quartier d'Hollywood Hills, en Californie.

Paul Walker meurt le 30 novembre 2013, à l'âge de 40 ans, dans un accident de la route à Valencia, en Californie, survenu alors qu'il revenait d'un gala de bienfaisance au profit des victimes du typhon Haiyan aux Philippines. La voiture, une Porsche Carrera GT, est conduite par Roger Rodas, un ami de Paul Walker. Elle n'est pas référencée dans le registre Euro NCAP et est modifiée au niveau de sa ligne d'échappement après sa mise sur le marché pour en accroître sa puissance et sa vitesse. Les pneumatiques de la voiture ont neuf ans d'âge.
Le conducteur perd le contrôle de la voiture dans laquelle l'acteur est passager. Le véhicule entre en collision avec un lampadaire puis plusieurs arbres, dans la rue Hercules de la commune de Santa Clarita. Les deux hommes portaient leur ceinture de sécurité, et les coussins gonflables de sécurité se sont correctement déployés au moment du choc. La vitesse du véhicule, estimée entre 130 km/h et 150 km/h selon la police et qui excède la vitesse limitée à 70 km/h, ainsi que la violence du choc, mettent le feu au véhicule, pratiquement sectionné en deux. Les deux hommes perdent la vie dans l'accident ; les corps sont jugés non identifiables après avoir été calcinés, selon le médecin légiste du comté de Los Angeles.
D'après l'autopsie, l'acteur souffre de multiples fractures à la mâchoire, à la clavicule, à un bras et aux côtes, il a succombé à des « lésions traumatiques et thermiques ». Le conducteur, Roger Rodas, est mort sur le coup, ayant subi plusieurs fractures au crâne « explosant son cerveau » tandis que Paul Walker est resté inconscient un bref instant avant de succomber à son tour,.
Paul Walker est incinéré le 12 décembre 2013 et inhumé le 14 décembre 2013 au cimetière de Forest Lawn, à Los Angeles.
Michelle Rodríguez a beaucoup de mal à accepter la disparition de Paul. Elle avoue avoir noyé son chagrin dans les substances illicites : « Quand j'ai perdu Paul, j'ai passé une année à seulement être un animal ».
En 2015, sa fille, Meadow, intente une action en justice contre Porsche, qu'elle considère responsable de la mort de son père, affirmant que le véhicule aurait présenté des défauts. En 2017, un arrangement à l'amiable est conclu avec le constructeur automobile allemand, ses termes sont gardés confidentiels,. Par ailleurs, le Daily Mail rapporte qu'en 2014, elle a obtenu 10,1 millions de dollars de l'héritage de Roger Rodas, le conducteur ayant été jugé « partiellement responsable »,.

## Hommages
Amis depuis leur rencontre lors du tournage du premier Fast & Furious en 2001, Vin Diesel, touché par cette tragédie, ne l'oublie pas et lui rend souvent hommage. Il a donné le nom de Pauline à sa dernière fille, née en mars 2015, pour lui rendre hommage : « Quand il a fallu écrire le prénom, j'ai commencé à écrire Paul et j'ai simplement ajouté INE ».
La chanson See You Again de Wiz Khalifa et Charlie Puth est écrite en son hommage et publiée en 2015. Le clip sera un temps la vidéo la plus vue de YouTube en juillet 2017 et sera la deuxième vidéo à franchir la barre des 4,5 milliards de visionnages sur cette plateforme. Début février 2020, elle est la troisième vidéo la plus vue sur YouTube avec près de 6,5 milliards de vues derrière la chanson Despacito du chanteur portorician Luis Fonsi.
On peut également noter un hommage à l'acteur à la fin du film Fast & Furious 9. Au moment du repas, Dom dit qu'il reste une chaise vide car ils attendent l'arrivée d'un dernier membre de la famille. On aperçoit alors l'arrivée de la Nissan Skyline R34 bleue que conduisait Paul Walker dans la saga.

## Filmographie

### Cinéma

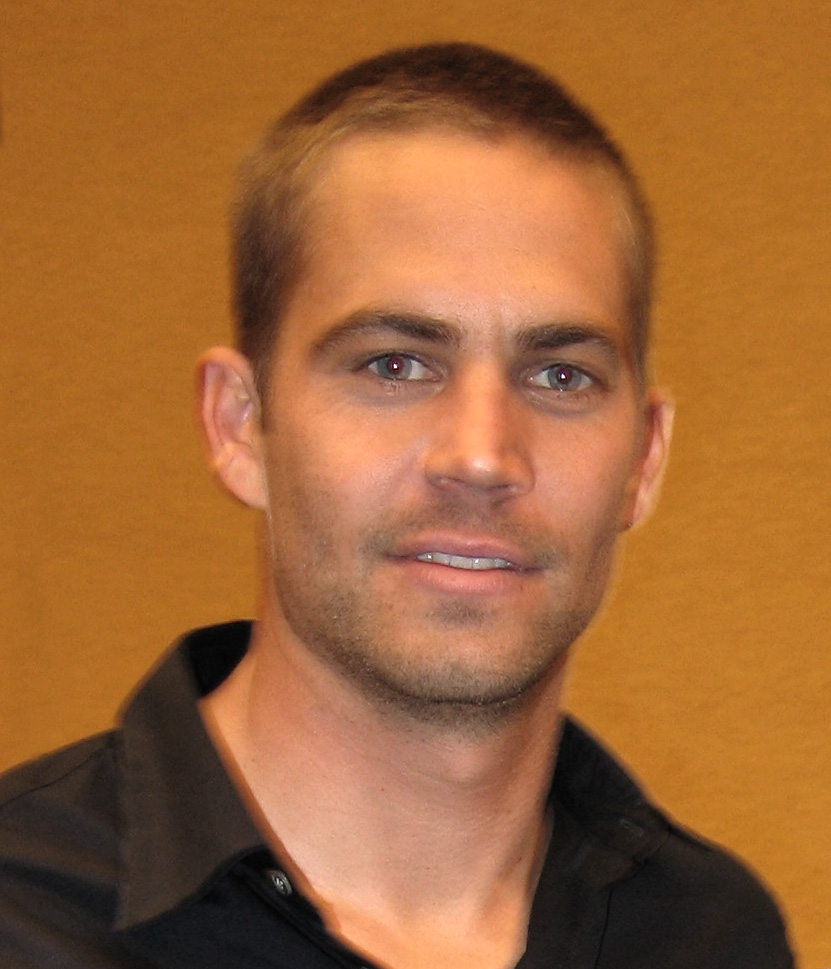
Paul Walker, le 11 février 2006.

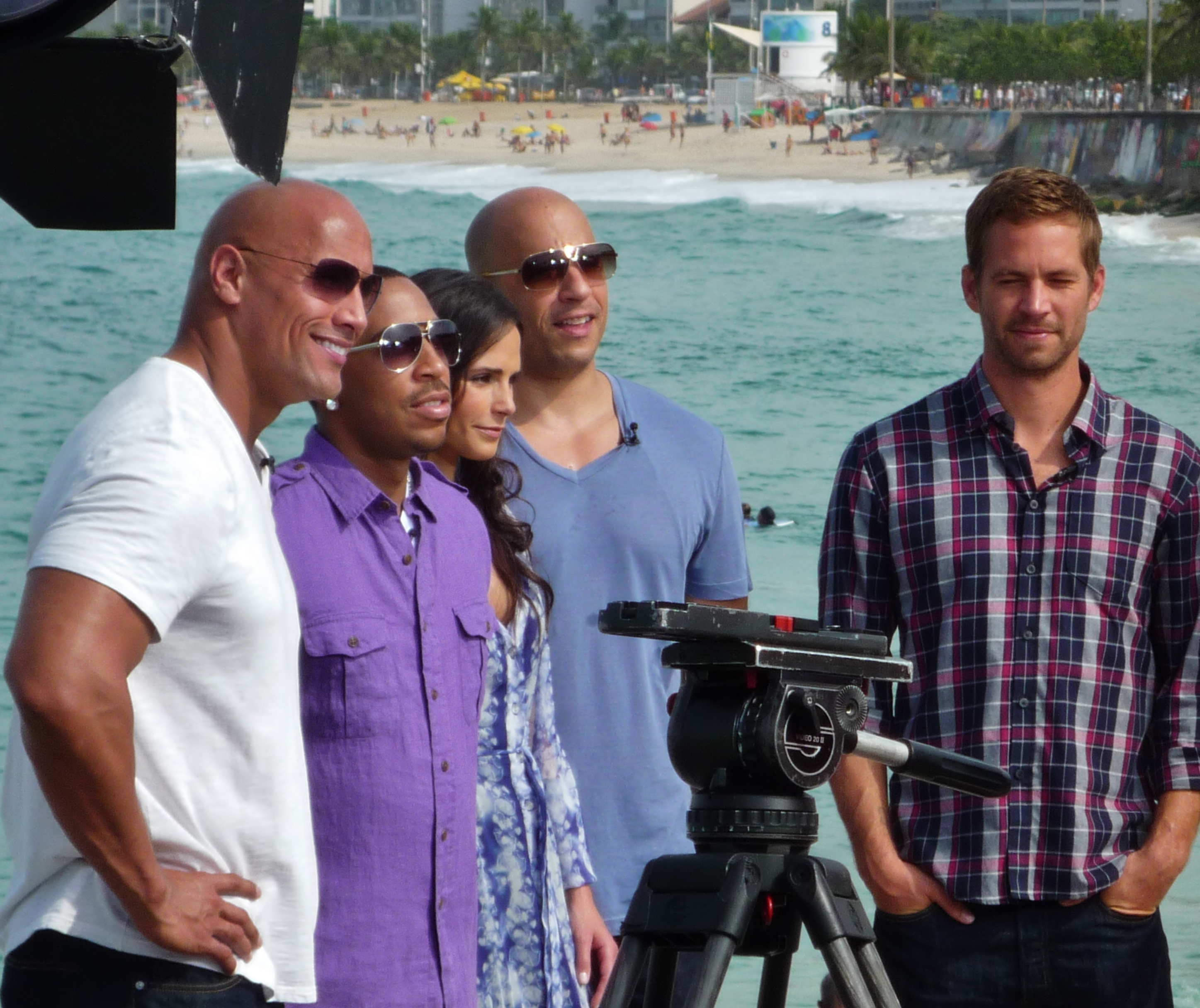
Paul Walker lors d'une interview pour l'émission Today sur le réseau NBC avec d'autres acteurs du casting de Fast and Furious 5 : Vin Diesel, Jordana Brewster, Ludacris et Dwayne Johnson.

- 1987 : Monster in the Closet de Bob Dahlin : le professeur Bennett
- 1987 : Programmed to Kill d'Allan Holzman et Robert Short : Jason
- 1994 : Tammy and the T-Rex de Stewart Raffill : Michael
- 1998 : Meet the Deedles de Steve Boyum : Phil Deedle
- 1998 : Pleasantville de Gary Ross : Skip Martin
- 1999 : American Boys (Varsity Blues) de Brian Robbins : Lance Harbor
- 1999 : Elle est trop bien (She's All That) de Robert Iscove : Dean Sampson Jr.
- 1999 : Bangkok, aller simple (Brokedown Palace) de Jonathan Kaplan : Jason (non crédité)
- 2000 : The Skulls : Société secrète (The Skulls) de Rob Cohen : Caleb Mandrake
- 2001 : Fast and Furious (The Fast and the Furious) de Rob Cohen : Brian O'Conner
- 2001 : Une virée en enfer (Joy Ride) de John Dahl : Lewis Thomas
- 2002 : Life Makes Sense If You're Famous d'Erik MacArthur : Mikey (court métrage)
- 2003 : Turbo Charged Prelude to 2 Fast 2 Furious : Brian O'Conner (court métrage)
- 2003 : 2 Fast 2 Furious de John Singleton : Brian O'Conner
- 2003 : Prisonniers du temps (Timeline) de Richard Donner : Chris Johnston
- 2004 : Noël de Chazz Palminteri : Mike Riley
- 2005 : Bleu d'enfer (Into the Blue) de John Stockwell : Jared Cole
- 2006 : La Peur au ventre (Running Scared) de Wayne Kramer : Joey Gazelle
- 2006 : Antartica, prisonniers du froid (Eight Below) de Frank Marshall : Jerry Shepard
- 2006 : Mémoires de nos pères (Flags of Our Fathers) de Clint Eastwood : « Hank » Hansen (en)
- 2007 : Kill Bobby Z de John Herzfeld : Tim Kearney
- 2007 : Stories USA de David Brooks : Mikey (segment Life Makes Sense If You're Famous)
- 2008 : The Lazarus Project de John Glenn : Ben Garvey
- 2009 : Fast and Furious 4 de Justin Lin : Brian O'Conner
- 2010 : Takers de John Luessenhop : John Rahway
- 2011 : Fast and Furious 5 (Fast Five) de Justin Lin : Brian O'Conner
- 2013 : Run Out (Vehicle 19) de Mukunda Michael Dewil : Michael Woods (sorti directement en DVD)
- 2013 : Fast and Furious 6 (Fast and the Furious 6) de Justin Lin : Brian O'Conner
- 2013 : Hours d'Eric Heisserer : Nolan
- 2013 : American Stories de Wayne Kramer : Raw Dog
- 2014 : Brick Mansions de Camille Delamarre : Damien (sortie posthume)
- 2015 : Fast and Furious 7 (Furious 7) de James Wan : Brian O'Conner (sortie posthume)
- 2023 : Fast and Furious 10 de Louis Leterrier : Brian O'Conner (images d'archives de Fast and Furious 5)

### Télévision
- 1985-1986 : Les Routes du paradis (Highway to Heaven) : Eric Travers (saison 2, épisode 6 : Les Oiseaux) / Todd Bryant (saison 3, épisodes 1 et 2 : Un amour particulier (2 parties)
- 1986-1987 : Throb de Fredi Towbin : Jeremy Beatty (23 épisodes)
- 1988 : I'm Telling! (en) (jeu télévisé) : (saison 1 épisode 16)
- 1990 : Charles s'en charge (Charles in Charge) : Russell Davis (saison 5, épisode 20 : Dead Puck Society)
- 1991 : Madame est servie (Who's the Boss?) : Michael Haynes (saison 7, épisode 15 : You Can Go Home Again)
- 1991 : What a Dummy (en) : Rick (saison 1, épisode 12 : Bringing Up Baby)
- 1992-1993 : Les Feux de l'amour (The Young and the Restless) : Brandon Collins (1 épisode)
- 1994 : CBS Schoolbreak Special : Dill (1 épisode : Love in the Dark Ages)
- 1994 : Les garçons sont de retour (en) (The Boys Are Back) : Jesse Hansen (saison 1, épisode 1 : Pilot)
- 1996 : Les Anges du bonheur (Touched by an Angel) de John Masius : Jonathan (saison 2, épisode 24 : Statute of Limitations)
- 2010 : Shark Men : lui-même

## Récompenses et distinctions

### Récompenses
- Hollywood Film Festival 2001 : meilleure performance pour Fast and Furious
- MTV Movie Awards 2002 : meilleur duo à l'écran pour Fast and Furious, avec Vin Diesel
- Teen Choice Awards 2003 : meilleure alchimie pour 2 Fast 2 Furious

### Nominations
- Young Artist Awards 1988 : meilleur jeune acteur pour Les Routes du paradis
- Young Artist Awards 1993 : meilleur jeune acteur pour Les Feux de l'amour
- Young Artist Awards 1994 : meilleur jeune acteur pour Les Feux de l'amour
- Soap Opera Digest Awards 1994 : meilleur espoir masculin pour Les Feux de l'amour
- MTV Movie Awards 2002 : meilleure performance pour Fast and Furious
- MTV Movie Awards 2009 : meilleur acteur pour Fast and Furious 4
- MTV Movie Awards 2011 : meilleur acteur pour Fast and Furious 5
- MTV Movie Awards 2013 : meilleure alchimie pour Fast and Furious 6

## Voix françaises
En France, Guillaume Lebon était la voix française régulière de Paul Walker de 2001 à 2015. Adrien Antoine et Bruno Choël l'ont également doublé à deux reprises chacun.
Au Québec, il a été principalement doublé par Martin Watier. François Godin l'a également doublé à quatre reprises.